# Epocilla calcarata
Epocilla calcarata är en spindelart som först beskrevs av Karsch 1880.  Epocilla calcarata ingår i släktet Epocilla och familjen hoppspindlar. Inga underarter finns listade i Catalogue of Life.